# Banská Bystrica
Banská Bystrica (hrv. Banska Bistrica, mađ. Besztercebánya, njem. Neusohl) je grad u središnjoj Slovačkoj. Središte je Banskobistričkog kraja i Okruga Banská Bystrica.

## Zemljopis
Grad se nalazi na nadmorskoj visini 362 metra, a prostire se na 103,37 km². Udaljen je od Bratislave 208 km, a od Košica 217 km. Nastao je na rijeci Hron koja izvire u Tatrama.

## Stanovništvo
Po popisu stanovništva iz 2006. godine grad je imao 80.730 stanovnika, te je bio šesti grad po broju stanovnika u Slovačkoj.
| Stanovništvo Banske Bistrice |       |       |        |        |        |        |        |        |        |
| Godina                       | 1720. | 1869. | 1918.  | 1950.  | 1980.  | 1991.  | 2001.  | 2020.  | 2021.  |
| Stanovnika                   | 2646  | 5950  | 10.776 | 22.651 | 62.923 | 83.698 | 83.056 | 78.084 | 77.719 |

### Etnička pripadnost
| Stanovništvo prema etničkoj pripadnosti |         |         |        |
| Godina                                  | Slovaci | Nijemci | Mađari |
| 1715.                                   | 1899    | 873     | 279    |
| 1850.                                   | 4221    | 978     | 44     |
| 1919.                                   | 8265    | 406     | 1565   |
| 2001.                                   | 78.700  | 53      | 446    |

## Gradovi prijatelji
| - Alba, Italija - Durham, Ujedinjeno Kraljevstvo - Hradec Králové, Češka - Salgótarján, Mađarska - Tula, Rusija - Herzliya, Izrael - Larisa, Grčka - Montana, Bugarska - Tarnobrzeg, Poljska | - Zadar, Hrvatska - Ascoli Piceno, Italija - Halberstadt, Njemačka - Dabas, Mađarska - Budva, Crna Gora - Radom, Poljska - Kovačica, Srbija - Vršac, Srbija - Saint Étienne, Francuska |

## Vanjske poveznice
- Službena web stranica grada Banská Bystrica
- Turističke informacije
- Informacije o gradu
- Satelitske snimke
- Turistička zajednica Slovačke  Arhivirana inačica izvorne stranice od 28. travnja 2007. (Wayback Machine)